# 愛爾蘭聯合銀行（北愛爾蘭）
愛爾蘭聯合銀行（北愛爾蘭）（英語：AIB (NI)），舊名第一信託銀行（First Trust Bank），是愛爾蘭聯合銀行的一部分，也是北愛爾蘭的一家商業銀行。第一信託銀行是北愛爾蘭四大銀行之一，創佳於1991年，系由TSB北愛爾蘭和AIB集團其他部分部門合併而成。第一信託銀行也是北愛爾蘭的四家發鈔銀行之一。2010年4月，第一信託銀行確認將出售部分銀行以增強資本。但該計劃最後擱置。2014年，第一銀行宣布開始投資計劃。

## 外部連結
- Official site （页面存档备份，存于）